# Sluga
Sluga (russisk: Слуга) er en sovjetisk spillefilm fra 1989 af Vadim Abdrasjitov.

## Medvirkende
- Oleg Borisov som Andrej Andreyevitj Gudionov
- Jurij Beljajev som Pavel Sergejevitj Kljuev
- Irina Rozanova som Marija
- Aleksej Petrenko som Roman Romanovitj Bryzgin
- Aleksandr Teresjko som Valerij